# Championnat National 2002-2003 (Algeria)
Il Campionato algerino di calcio 2002-03 è stato il 41º campionato algerino di calcio.

## Squadre partecipanti
| Società               | Città              | Stadio                      |
| --------------------- | ------------------ | --------------------------- |
| ASM Oran              | Orano              | Stade Habib Bouakeul        |
| ASO Chlef             | Chlef              | Boumezrag Mohamed Stadium   |
| Ca Batna              | Batna              | Stade 1er November 1954     |
| CA Bordj Bou Arreridj | Bordj Bou Arreridj | Stade 20 Août 1955          |
| CR Belouizdad         | Algeri             | Stade 20 Août 1955          |
| ES Sétif              | Sétif              | Stade 8 Mai 1945            |
| JS Kabylie            | Tizi Ouzou         | Stade 1er Novembre          |
| JSM Béjaïa            | Bugia              | Stade de l'Unité Maghrébine |
| MC Oran               | Orano              | Stade Ahmet Zabana          |
| MO Constantine        | Costantina         | Stade Chahid Hamlaoui       |
| NA Hussein Dey        | Algeri             | Stade Frères Zioui          |
| RC Kouba              | Kouba              | Stade Mohamed Benhaddad     |
| USM Alger             | Algeri             | Omar Hammadi Stadium        |
| USM Annaba            | Annaba             | Stade 19 Mai 1956           |
| USM Blida             | Blida              | Stade Mustapha Tchaker      |
| WA Tlemcen            | Tlemcen            | Stade Akit Lotfi            |

## Classifica finale
|  |     | Classifica finale 2002-2003 | Pti | G  | V  | N  | P  | GF | GS | DR  |
|  | --- | --------------------------- | --- | -- | -- | -- | -- | -- | -- | --- |
|  | 1.  | USM Alger                   | 58  | 30 | 17 | 7  | 6  | 52 | 17 | +35 |
|  | 2.  | USM Blida                   | 51  | 30 | 14 | 9  | 7  | 32 | 22 | +10 |
|  | 3.  | NA Hussein Dey              | 51  | 30 | 13 | 12 | 5  | 32 | 24 | +8  |
|  | 4.  | JS Kabylie                  | 49  | 30 | 13 | 10 | 7  | 38 | 24 | +14 |
|  | 5.  | CR Belouizdad               | 45  | 30 | 12 | 9  | 9  | 28 | 20 | +8  |
|  | 6.  | MC Oran                     | 43  | 30 | 11 | 10 | 9  | 41 | 40 | +1  |
|  | 7.  | ES Sétif                    | 39  | 30 | 10 | 9  | 11 | 32 | 36 | -4  |
|  | 8.  | USM Annaba                  | 39  | 30 | 9  | 12 | 9  | 31 | 33 | -2  |
|  | 9.  | RC Kouba                    | 38  | 30 | 8  | 14 | 8  | 33 | 32 | +1  |
|  | 10. | JSM Béjaïa                  | 38  | 30 | 10 | 8  | 12 | 18 | 23 | -5  |
|  | 11. | WA Tlemcen                  | 36  | 30 | 9  | 9  | 12 | 29 | 28 | +1  |
|  | 12. | CA Batna                    | 36  | 30 | 9  | 9  | 12 | 17 | 23 | -6  |
|  | 13. | ASO Chlef                   | 34  | 30 | 7  | 13 | 10 | 25 | 30 | -5  |
|  | 14. | CA Bordj Bou Arreridj       | 34  | 30 | 9  | 7  | 14 | 24 | 40 | -16 |
|  | 15. | ASM Oran                    | 27  | 30 | 7  | 6  | 17 | 18 | 41 | -23 |
|  | 16. | MO Constantine              | 26  | 30 | 6  | 8  | 16 | 29 | 46 | -17 |

### Verdetti
- USM Alger campione d'Algeria 2002-2003 e qualificata in Champions League 2004.
- USM Blida e NA Hussein Day qualificate in Champions League araba 2003-2004.
- JS Kabylie qualificata in Coppa della Confederazione CAF 2004.
- ASM Oran e MO Constantine retrocesse in Seconda Divisione algerina 2003-2004.